# Emerich Dembrovschi
Emerich Dembrovschi (né le 6 octobre 1945) est un joueur de football international roumain, qui évoluait au poste d'attaquant.

## Biographie

### Carrière en club
Dembrovschi commence sa carrière professionnelle au sein du club du SC Bacău où il reste durant huit saisons, sans remporter de trophée. En 1974, il est transféré au FC Politehnica Timișoara, club dont il porte les couleurs jusqu'à la fin de sa carrière, en 1981. Son palmarès en club ne compte qu'un seul titre national, à savoir une Coupe de Roumanie, remportée avec le Politehnica Timișoara en 1980. Il est également sacré champion de deuxième division roumaine en 1967, avec le SC Bacău.

### Carrière en sélection
Dembrovschi débute en équipe de Roumanie en 1968 contre le Portugal et y inscrit son premier but l'année suivante, lors d'une rencontre amicale face à la Yougoslavie.
Il figure dans le groupe des sélectionnés lors de la Coupe du monde de 1970 au Mexique. Lors du mondial, il joue les trois rencontres du premier tour : contre l'Angleterre, la Tchécoslovaquie et le Brésil. Il inscrit un but contre la sélection brésilienne, une rencontre finalement perdue 3-2 face aux futurs champions du monde.
Il joue également six matchs comptant pour les qualifications des coupes du monde 1970 et 1974. Son bilan en équipe nationale est de neuf buts marqués en vingt-sept sélections.